# Comissão Militar Central (China)

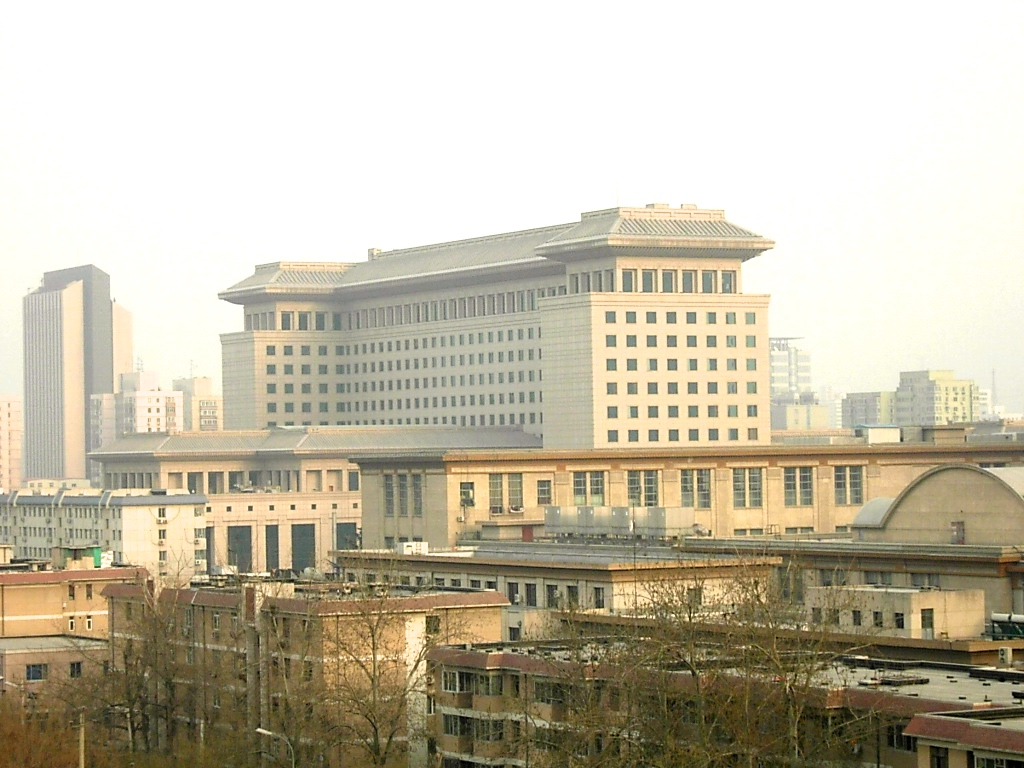
O CMC está instalado no mesmo prédio do Ministério da Defesa Nacional, o 'Edifício 1º de agosto'

A Comissão Militar Central ( CMC ) é a mais alta organização de defesa nacional da República Popular da China . Ele opera dentro do Partido Comunista Chinês (PCCh) sob o nome de "Comissão Militar Central do Partido Comunista da China" e como o ramo militar do governo central sob o nome de "Comissão Militar Central da República Popular da China".
Sob o arranjo de "uma organização com dois nomes", ambas as comissões têm pessoal, organização e função idênticas e operam sob os sistemas partidário e estatal.  A hierarquia paralela da comissão permite que o PCC supervisione as atividades políticas e militares do Exército de Libertação Popular (PLA),  incluindo a emissão de diretrizes sobre nomeações de altos funcionários, envio de tropas e gastos com armas. 
O CMC é presidido por Xi Jinping , secretário-geral do Partido Comunista Chinês e líder supremo . Quase todos os membros são generais de alto escalão, mas os cargos mais importantes sempre foram ocupados pelos líderes mais altos do partido para garantir a lealdade das forças armadas.  A CMC controla mais de 6,8 milhões de funcionários.
O CMC está sediado no complexo do Ministério da Defesa Nacional ("Edifício 1º de agosto ou 'Oito-Um'") no oeste de Pequim.